# Escuela valenciana de pintura
Escuela valenciana de pintura es la denominación de la escuela de pintura dentro de la escuela española de pintura vinculada a la ciudad de Valencia y al histórico reino de Valencia durante las edades Media y Moderna; denominado región valenciana y Comunidad Valenciana en la Edad Contemporánea.
Más allá de las muestras de pintura rupestre de la zona levantina, de la decoración de la cerámica ibérica y romana o de la escasa presencia de pintura en el arte andalusí que pudieran localizarse en la región; con las que no puede establecerse continuidad, la escuela levantina nace en la Baja Edad Media en el contexto artístico local del Gótico valenciano y en el pictórico de la pintura gótica europea.

## Gótico

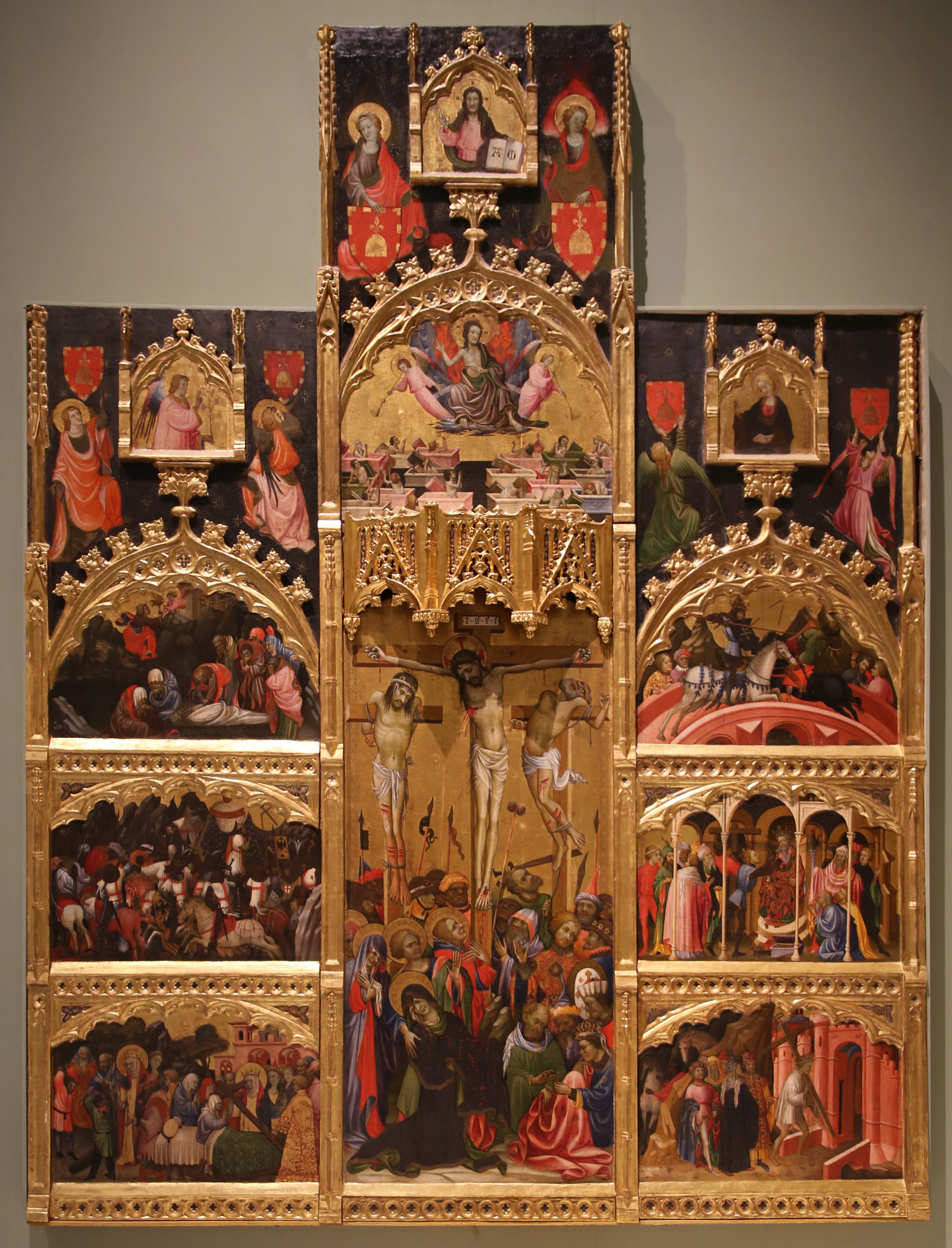
Retablo de la Santa Cruz de la capilla homónima del convento dominico de Valencia, de Miguel Alcañiz, ca. 1410.

En el último cuarto del siglo XIV se organizó por primera vez en Valencia una estructura gremial de pintores, a partir de los que fueron llegando de Cataluña (Pere Nicolau), Aragón (Lorenzo Zaragoza), Florencia (Gerardo di Jacobo llamado Starnina, seguidor de Giotto) o Flandes (Marçal de Sas, probablemente de Gante). La multiplicidad de estas influencias terminó produciendo una rica tradición local, visible desde la primera mitad del siglo XV en la llamada "segunda generación de artistas valencianos": Miguel Alcanyç, Jaume Mateu, Gonçal Peris y Antoni Peris. A mediados del XV, y notablemente tras el viaje de Luis Dalmau a Flandes (1431) se estableció en Valencia el "gusto hispanoflamenco". Pintores de la época fueron Joan Reixach y Jacomart. El número de pintores documentados en el siglo XV en Valencia se ha estimado en doscientos, dedicándose la gran mayoría a la decoración de objetos artísticos menores (cofres, banderas, cortinas), de los que había fuerte demanda, y sólo un diez por ciento a "obras mayores" como retablos.

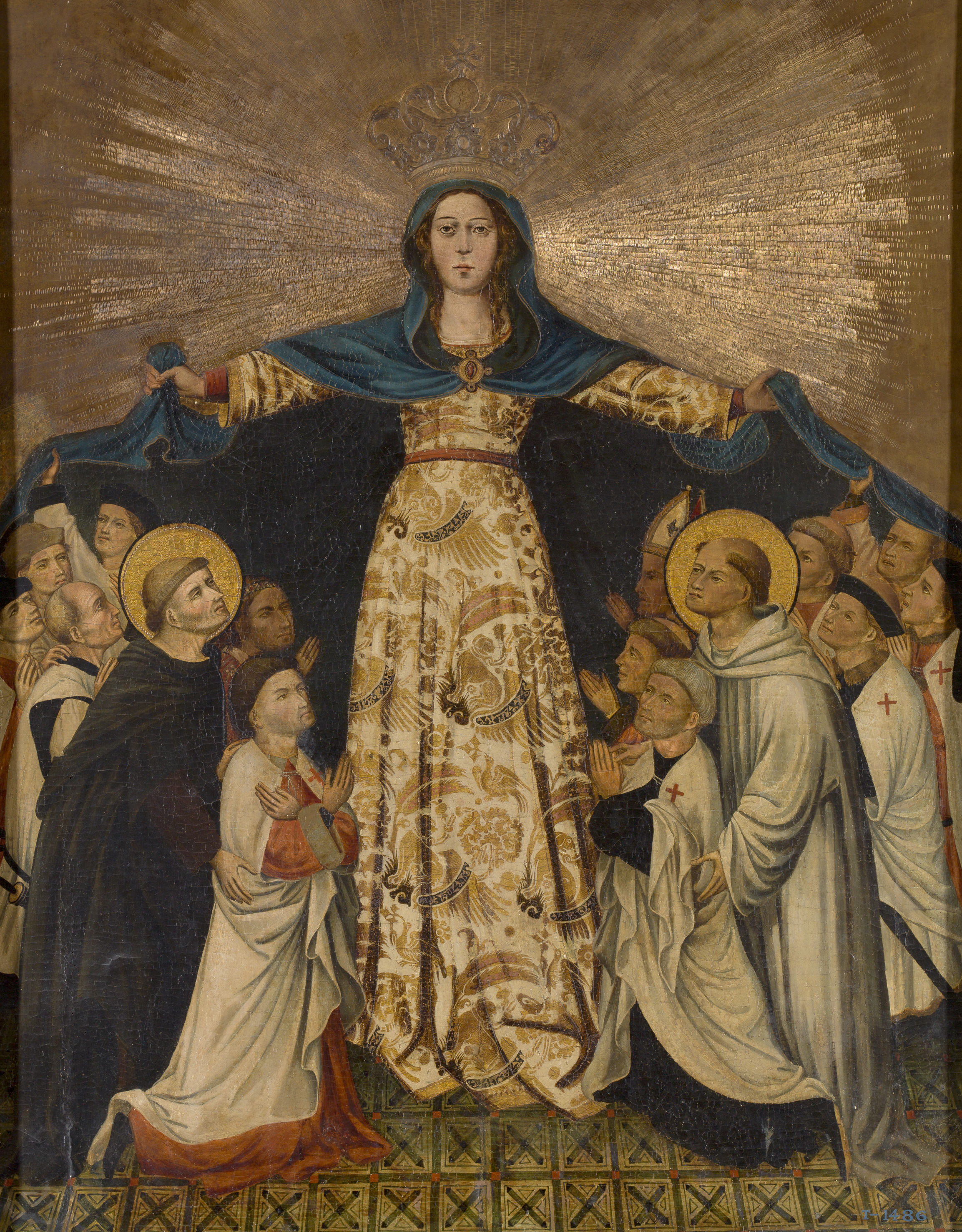
Virgen de Gracia, de Antoni Peris, ca. 1412.
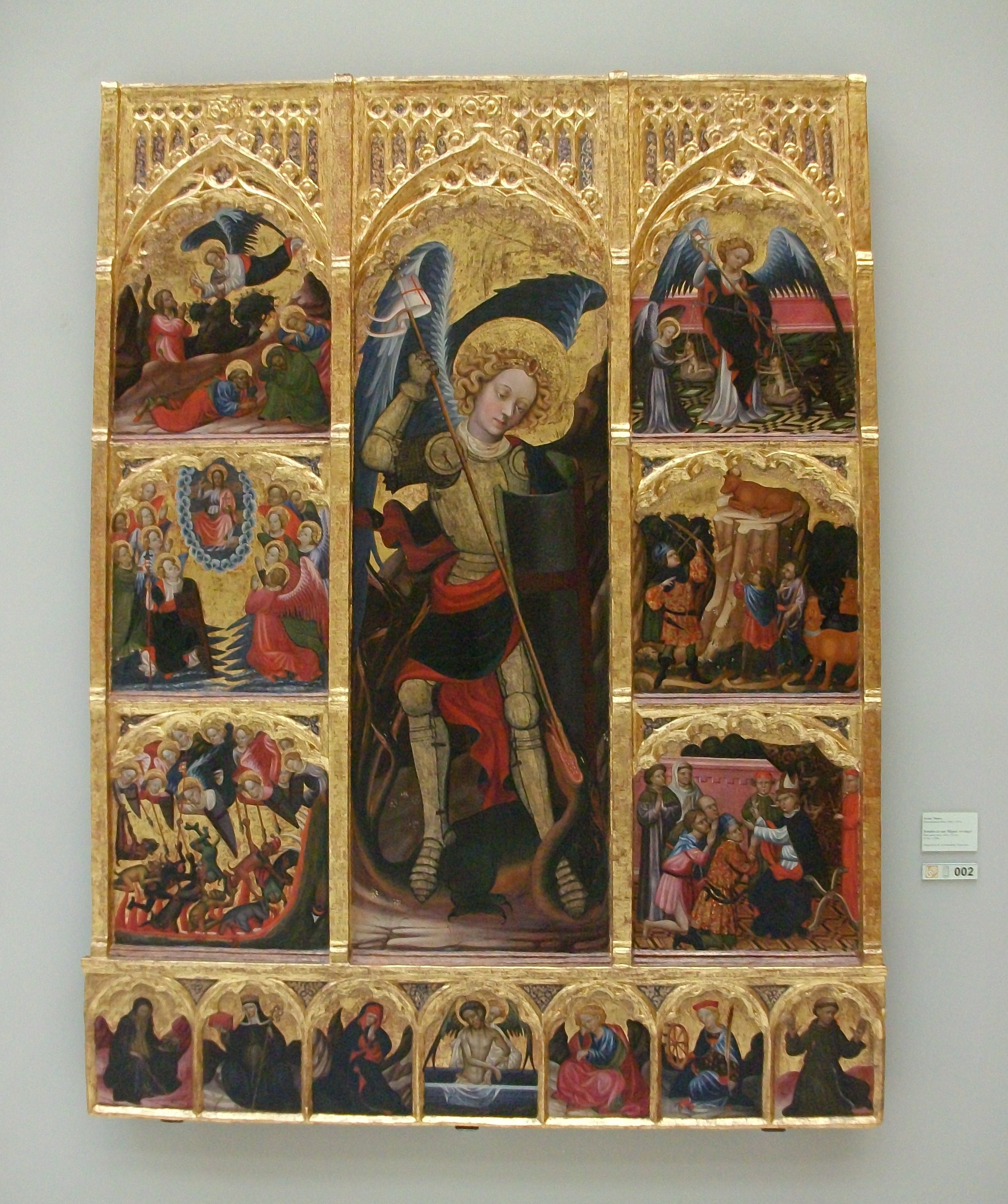
Retablo de San Miguel Arcángel, de Jaume Mateu, ca. 1402-1452.
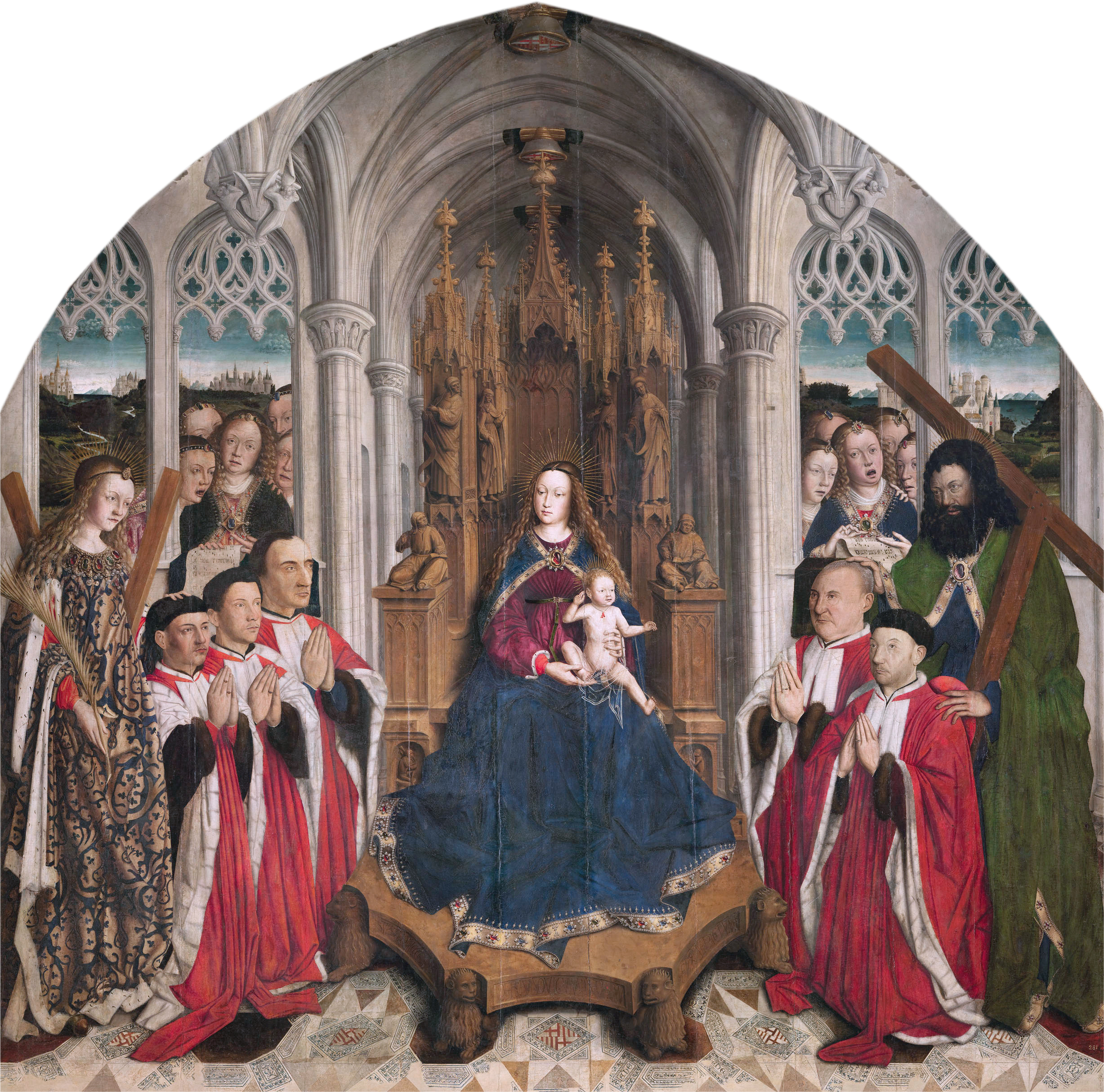
Virgen dels Consellers, de Luis Dalmau, 1445.
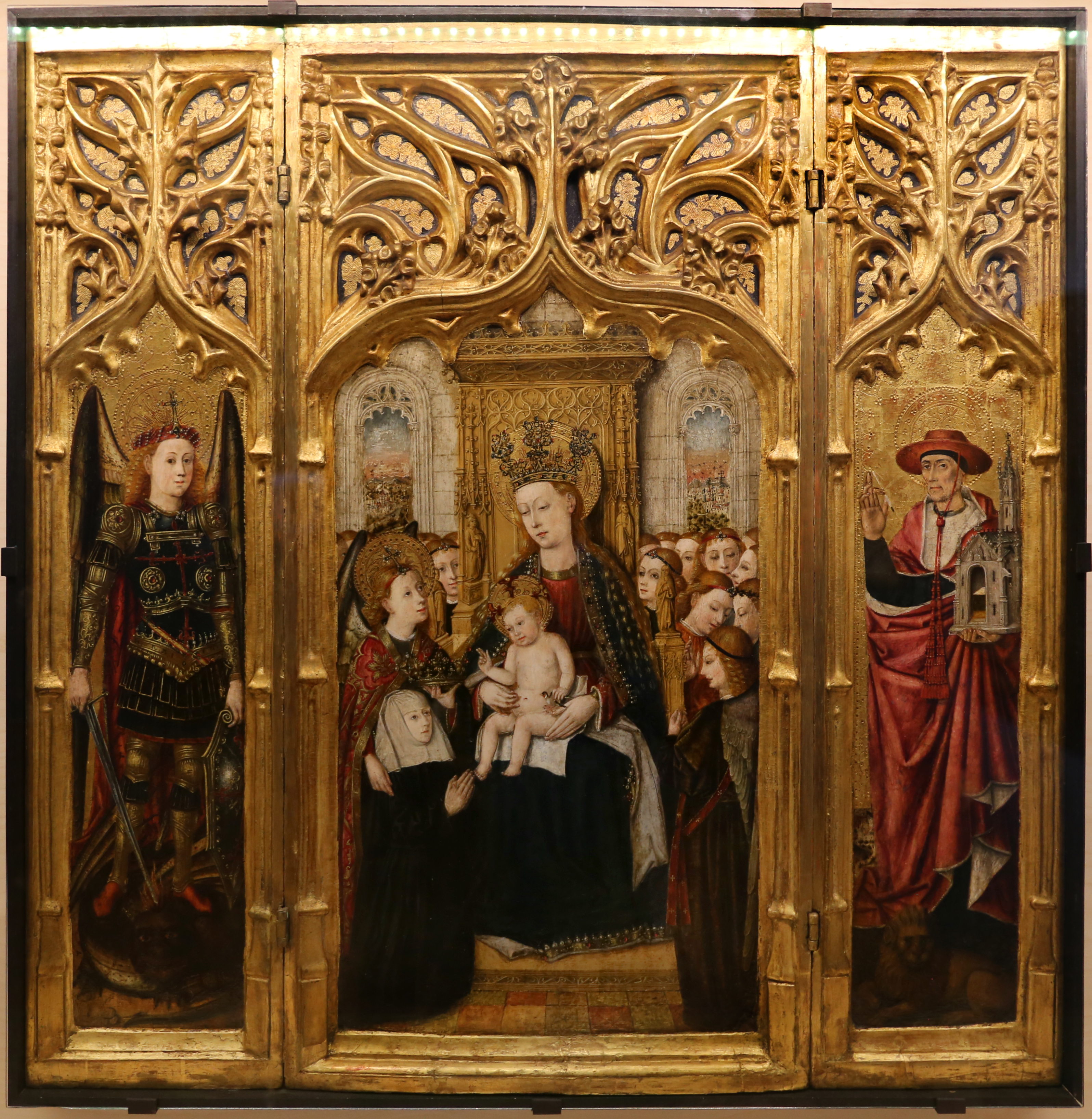
Políptico de la reina María de Castilla, de Jacomart y Joan Reixach, ca. 1450-1460.

## Renacimiento

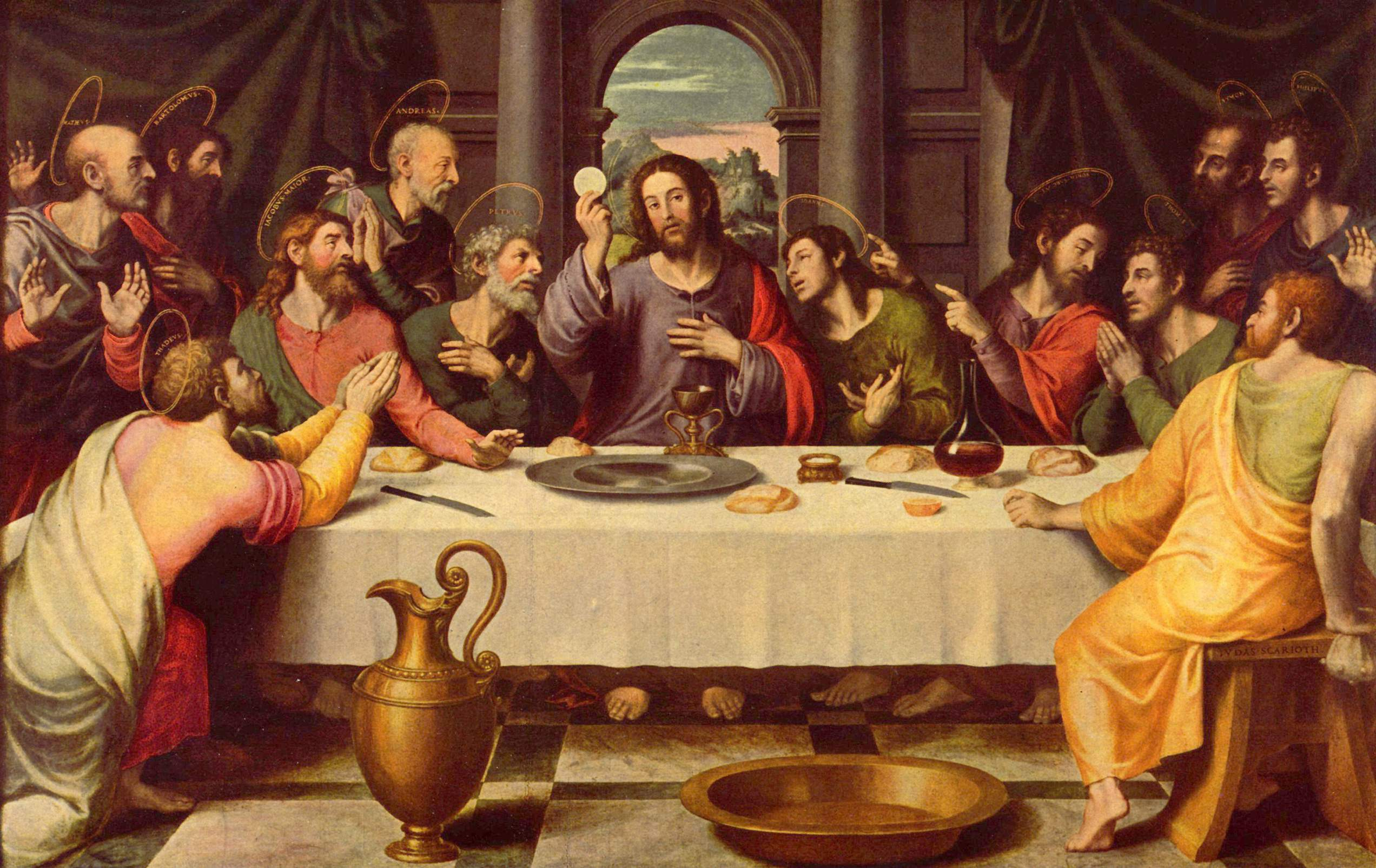
Última Cena, de Juan de Juanes, ca. 1555-1562.

En el siglo XVI Vicente Masip y su hijo Juan de Juanes desarrollan una pintura que puede considerarse ya distanciada de la tradición hispanoflamenca y más vinculada al Renacimiento italiano.
La introducción de la estética italiana del Renacimiento a Valencia se debió, previamente, a la llegada de Paolo de San Leocadio y de "los Fernandos" leonardescos españoles (Hernando de los Llanos y Fernando Yáñez de la Almedina).
Pintores locales fueron Rodrigo de Osona y su hijo Francisco de Osona, Miguel Esteve, Vicente Requena el Viejo, su hijo Vicente Requena el Joven, Nicolás Borrás, etc. Procedentes de Cataluña y Aragón, respectivamente, Miguel Joan Porta y Juan Sariñena.

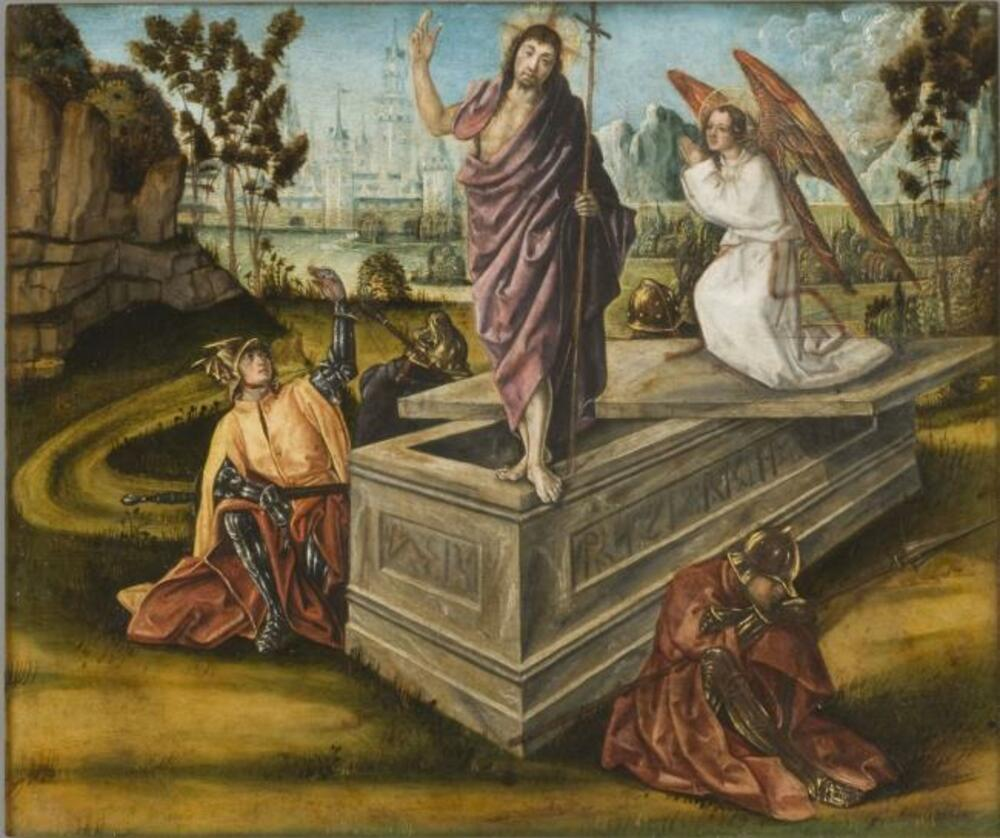
Resurrección de Cristo, de Rodrigo de Osona, ca. 1465.
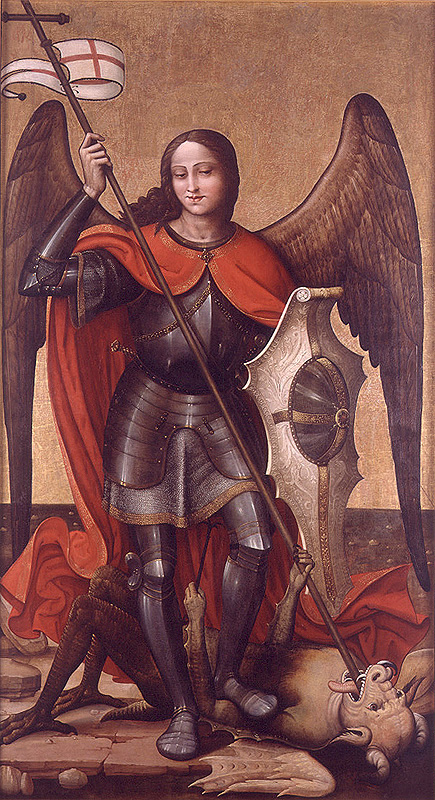
San Miguel Arcángel, de Miguel Esteve, ca. 1520.
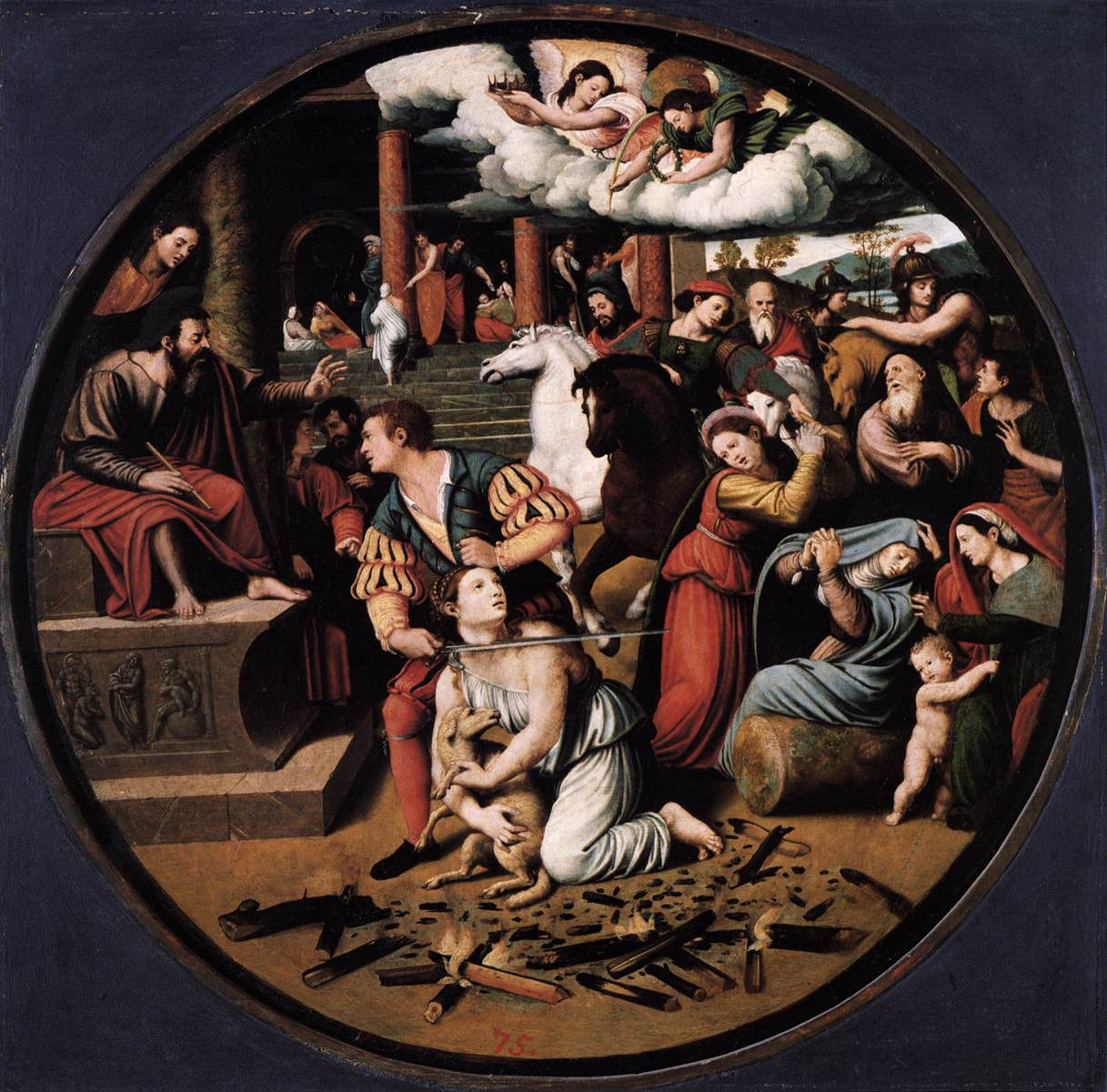
Martirio de Santa Inés, de Vicente Macip, ca. 1540-1545.
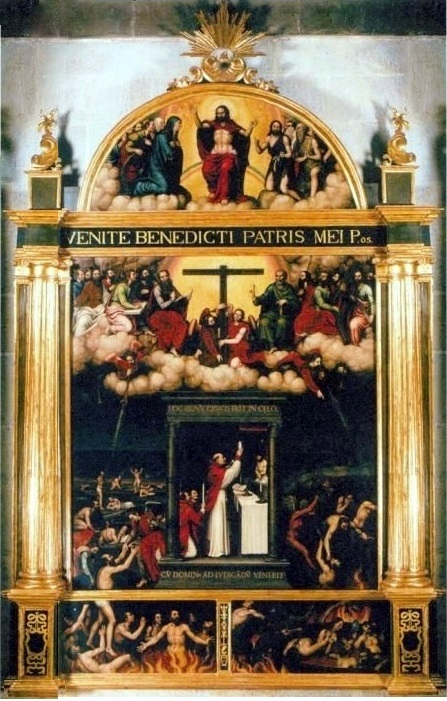
Retablo de las Animas del Juicio final y Misa de San Gregorio, de Nicolás Borrás, 1574.
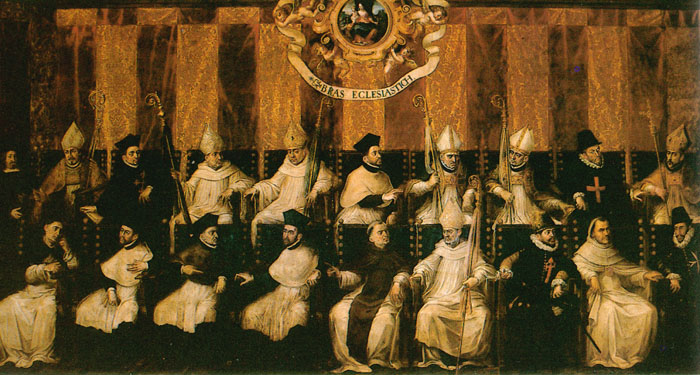
Brazo religioso en el Salón de Cortes del Palacio la Generalidad de Valencia, de Vicente Requena el Joven, 1593.

## Barroco

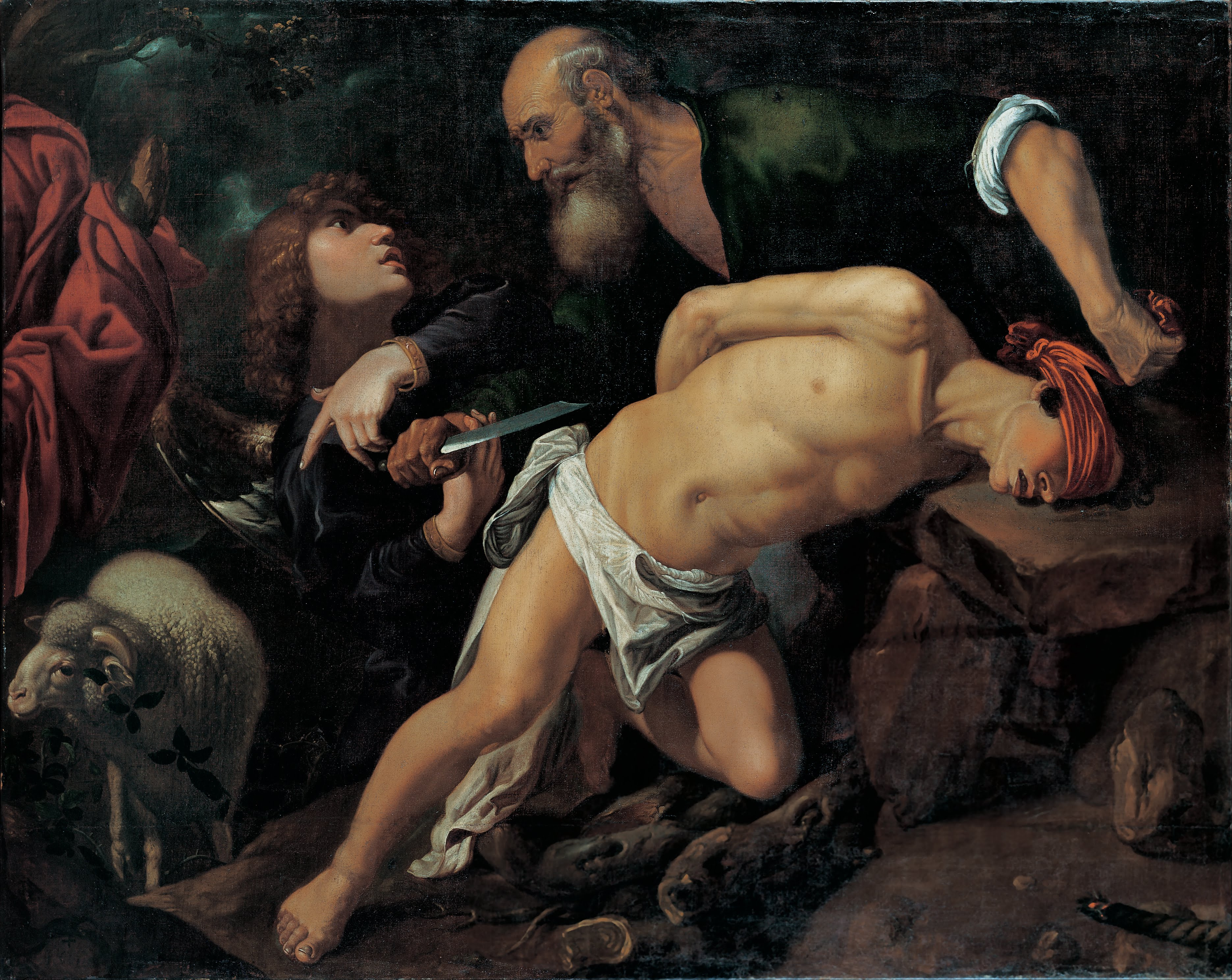
Sacrificio de Isaac, de Pedro Orrente, ca. 1616.

En el siglo XVII, recibiendo la influencia del clasicismo italiano de Guido Reni, la escuela valenciana tiene como maestros destacados a Francisco  Ribalta y su hijo Juan Ribalta. Se supone que por el taller valenciano de Ribalta pasó José de Ribera, que desarrolló su obra en Italia. También en el taller de Ribalta se formó Jerónimo Jacinto de Espinosa. Otros pintores valencianos de la época del final del Manierismo y comienzos del Barroco son Pedro Orrente, Esteban March y su hijo Miguel March, que pasó a Italia, Cristóbal Lloréns, Miguel Joan Porta, Sebastián Zaidía, Vicente Castelló, Abdón Castañeda, Gregorio Bausá, Urbano Fos, etc.
José Palomino desarrolló una parte de su actividad en Valencia.
Un taller local de finales del siglo XVII y comienzos del XVIII fue el de los Guilló: formado por el padre Agustín Guilló, y seguido por sus hijos, Florencio, Vicente y Eugenio. Otros pintores radicados en Valencia a comienzos del siglo XVIII fueron Antonio Richarte y Evaristo Muñoz.

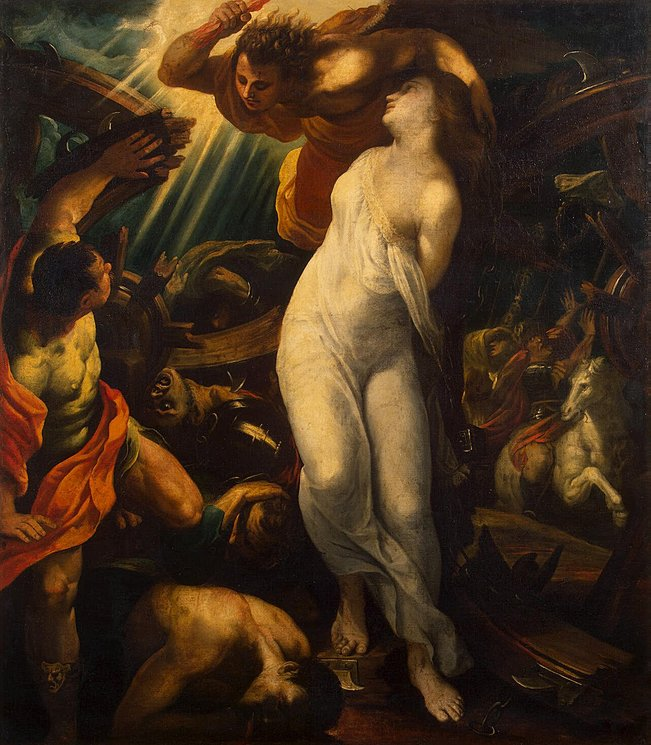
Santa Catalina, de Francisco Ribalta, ca. 1600.
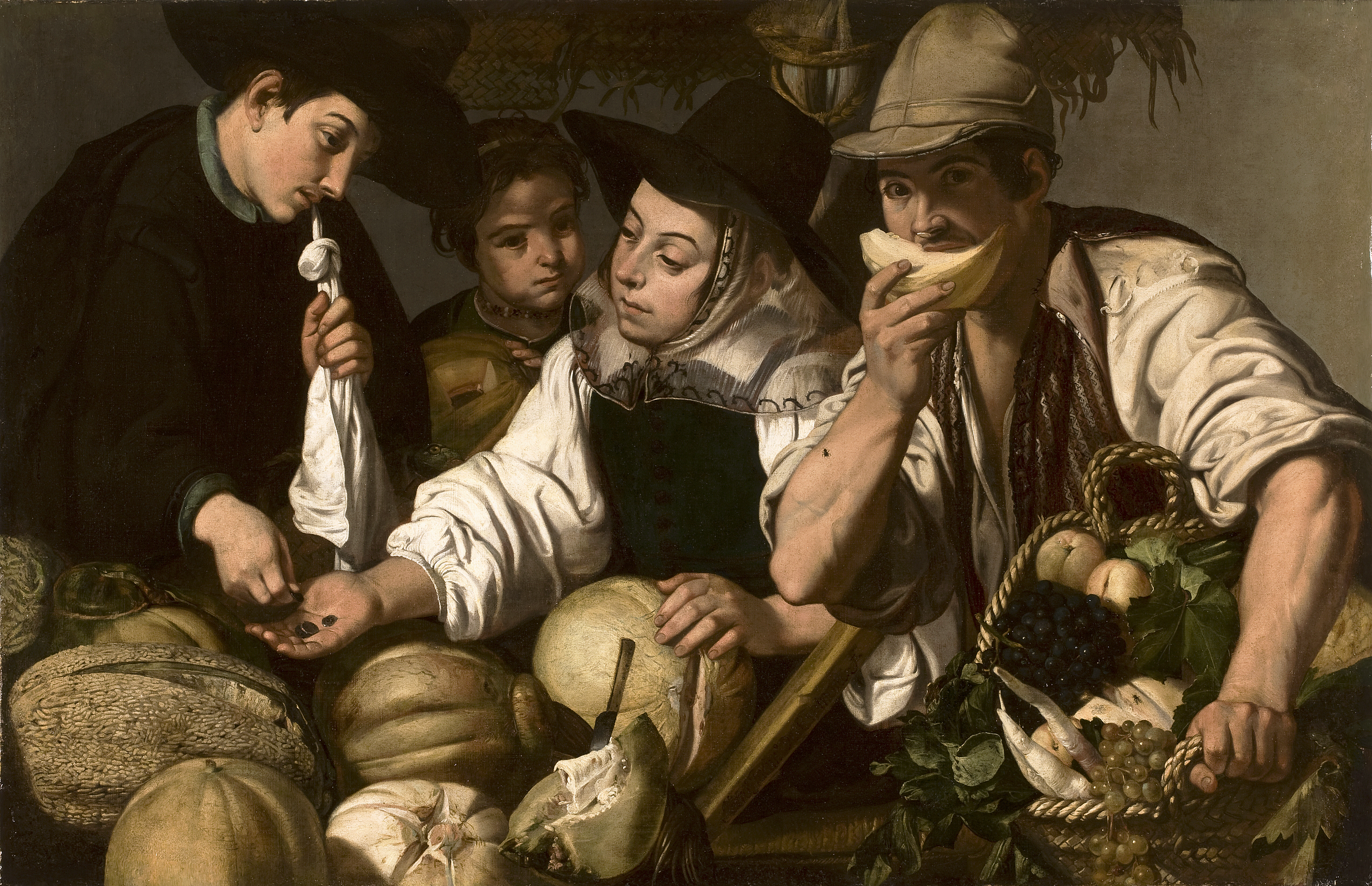
Vendedores de frutas, de Jerónimo Jacinto de Espinosa, ca. 1650. Una obra costumbrista, alejada de la temática y composición, más convencional, de su pintura religiosa.
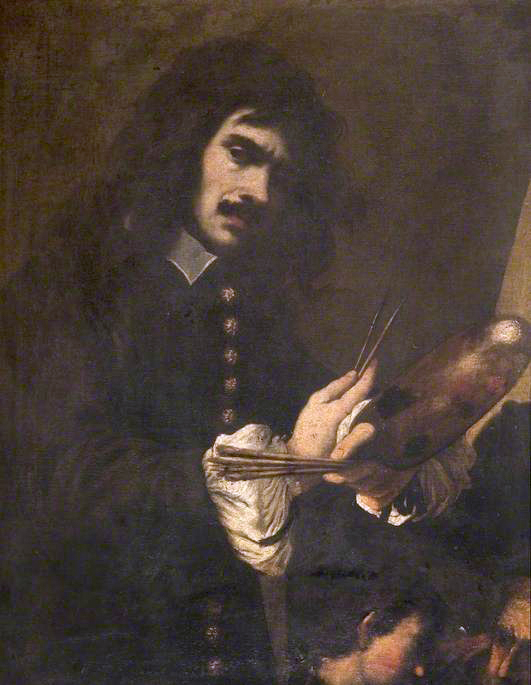
Autorretrato de Esteban March, sin datar.
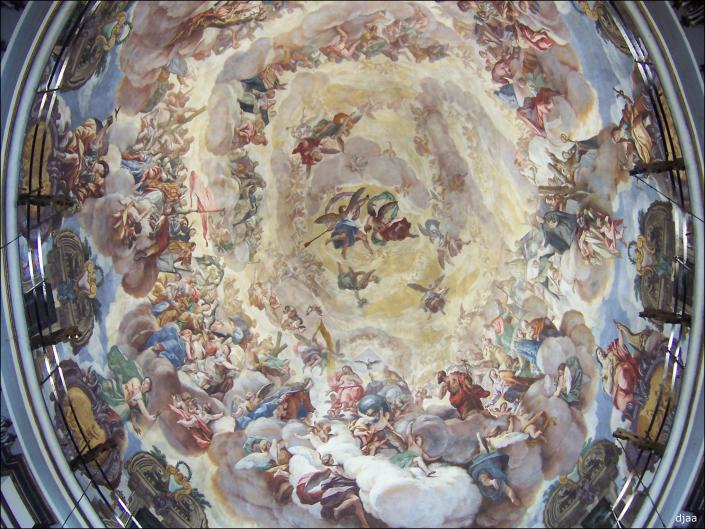
Cúpula de la basílica de los Desamparados, de José Palomino, 1701-1704.

## Segunda mitad delsigloXVIIIy comienzos delXIX

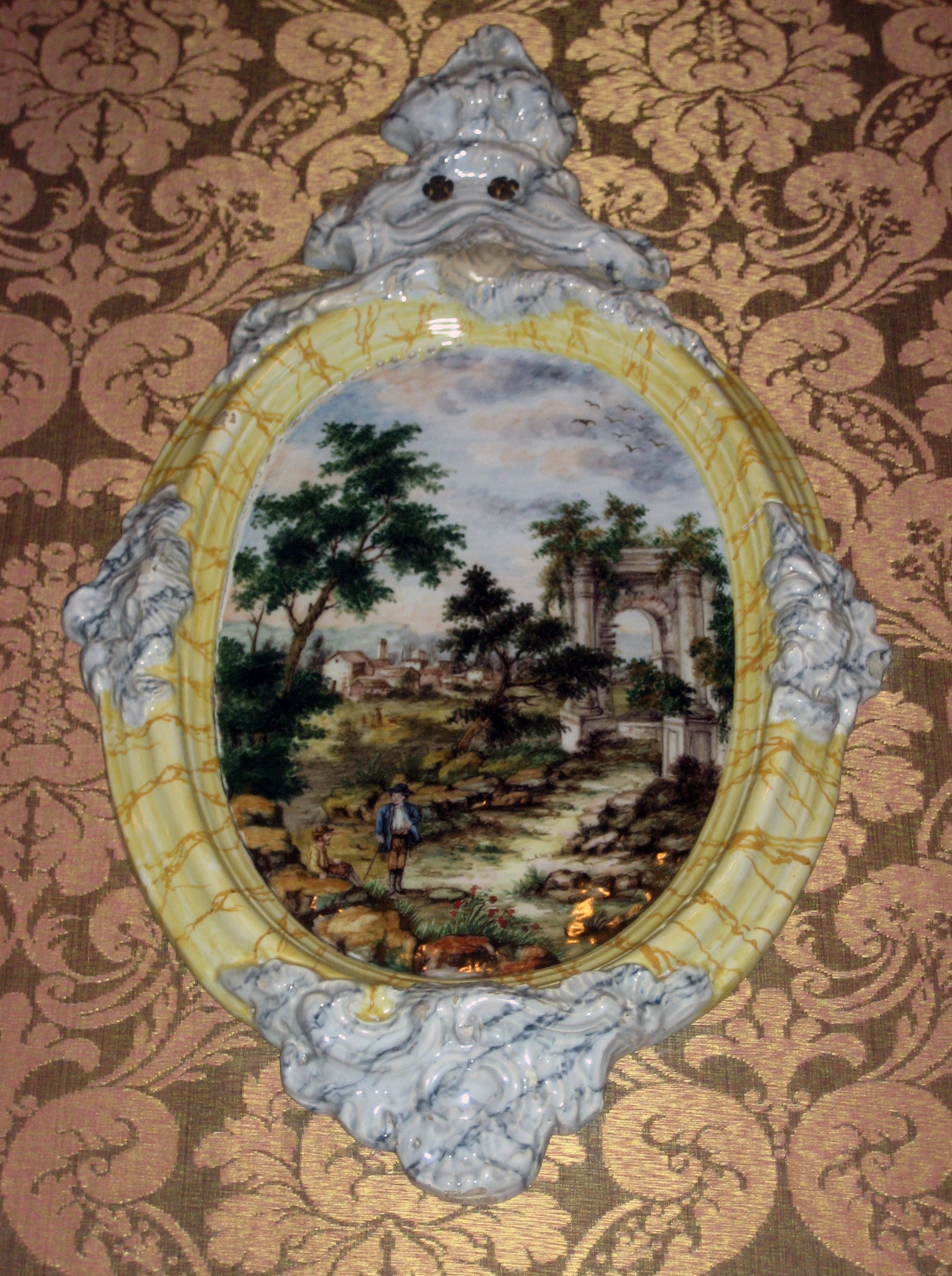
Placa de cerámica de Alcora.

La vida artística valenciana del siglo XVIII estuvo dominada por la familia Vergara, con destacados arquitectos y escultores. Su representante en la pintura fue José Vergara.
Mariano Salvador Maella, formado en Valencia en el taller familiar, desarrolló su carrera en la corte.
La cerámica valenciana del siglo XVIII se utilizó extensamente como soporte de decoración pictórica.
El Neoclasicismo de comienzos del siglo XIX tuvo entre sus principales figuras al alicantino José Aparicio y al valenciano Vicente López Portaña. Los hijos de este, Bernardo López Piquer y Luis López Piquer, también fueron destacados pintores, ya en el contexto del Romanticismo.

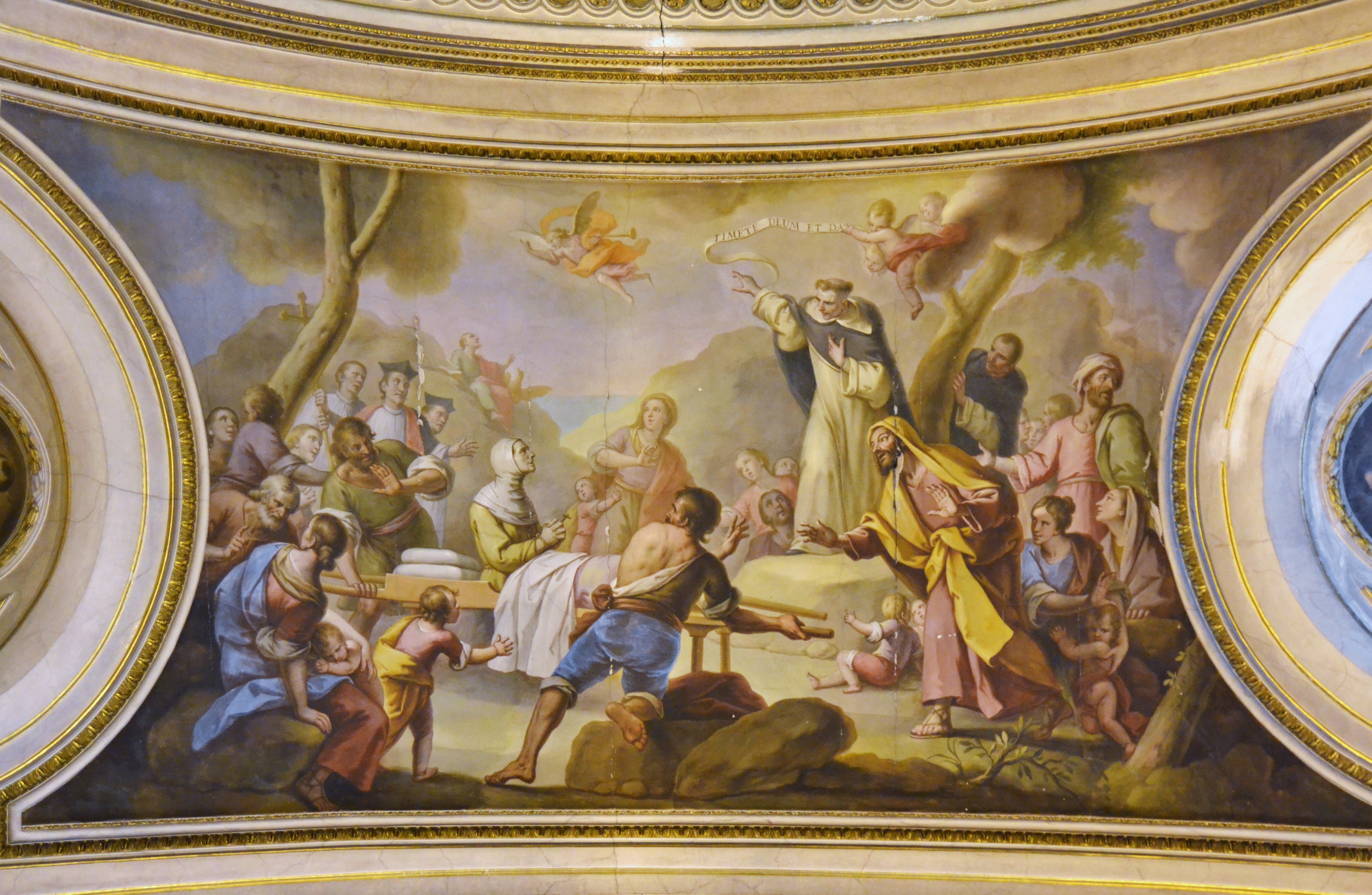
Frescos de la capilla de San Vicente Ferrer en el convento dominico de Valencia, de José Vergara.
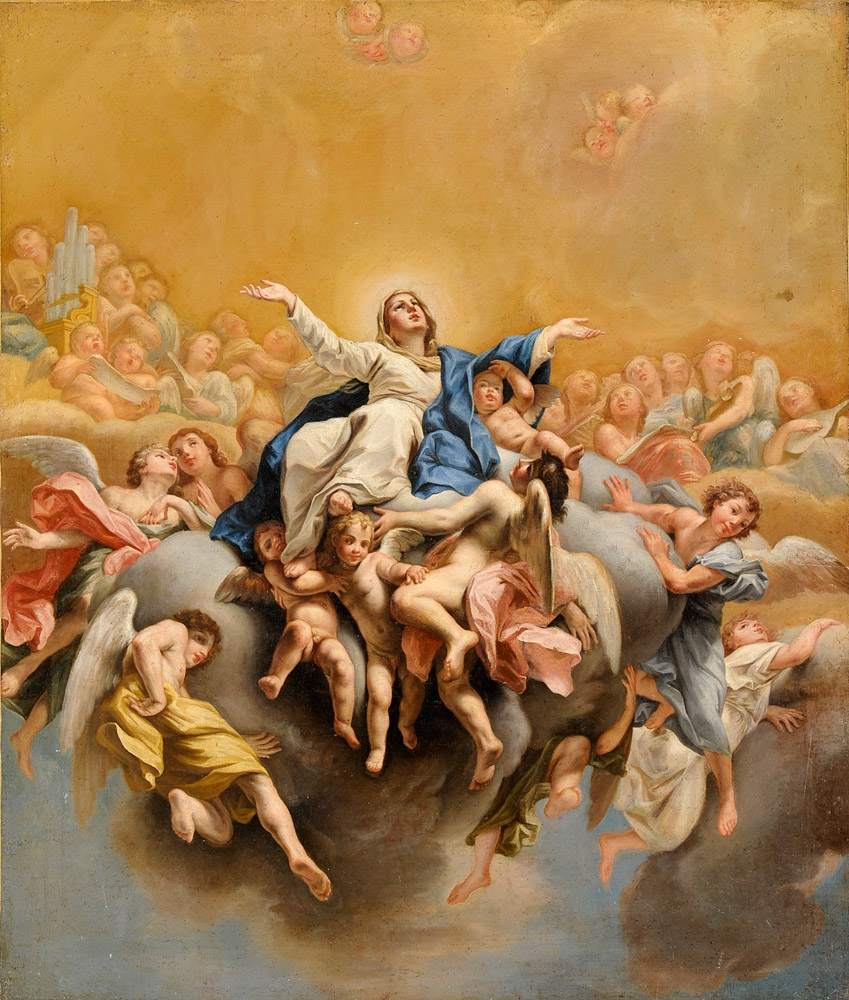
Asunción de María, de Mariano Salvador Maella.
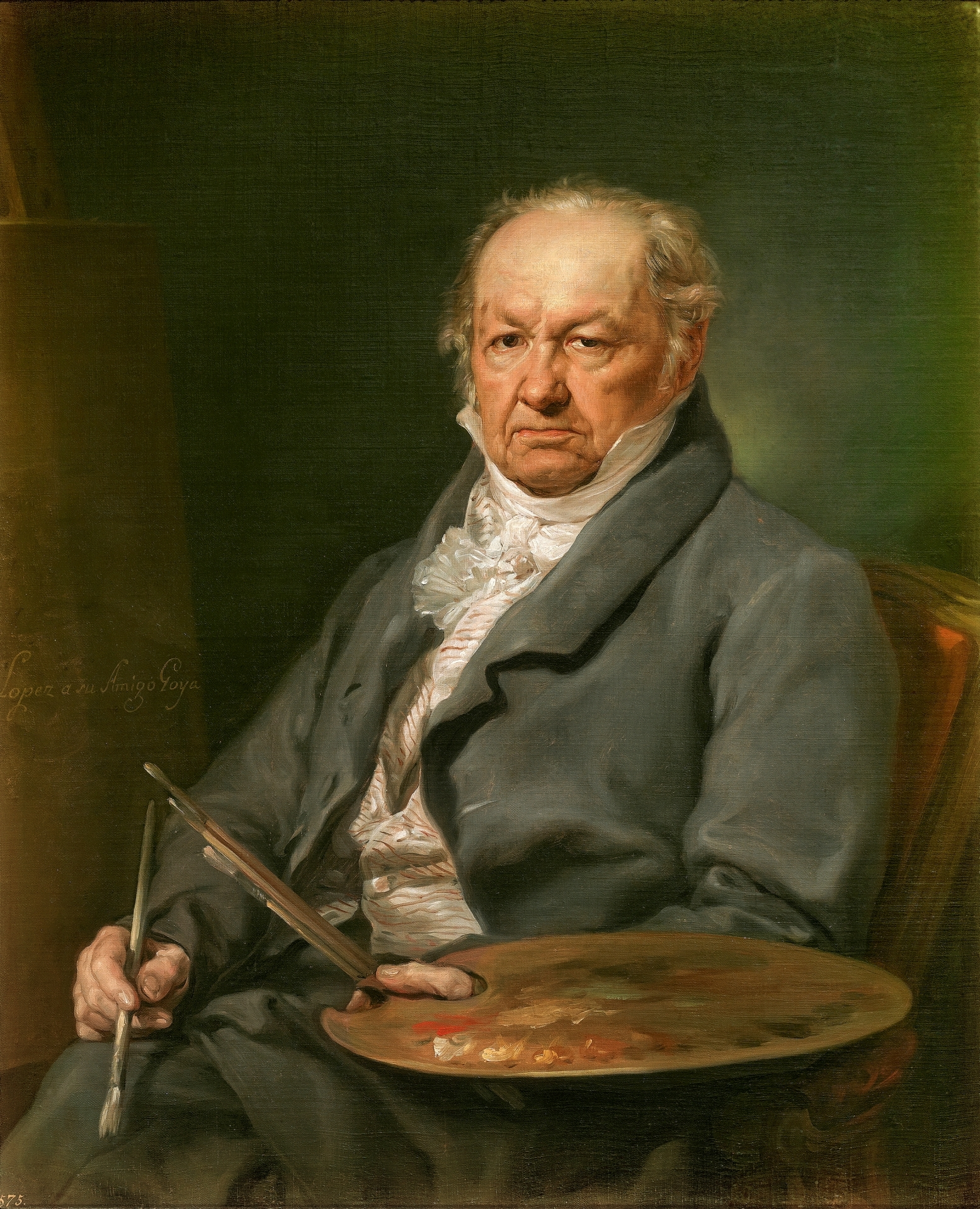
El pintor Francisco de Goya, por Vicente López Portaña, 1826.
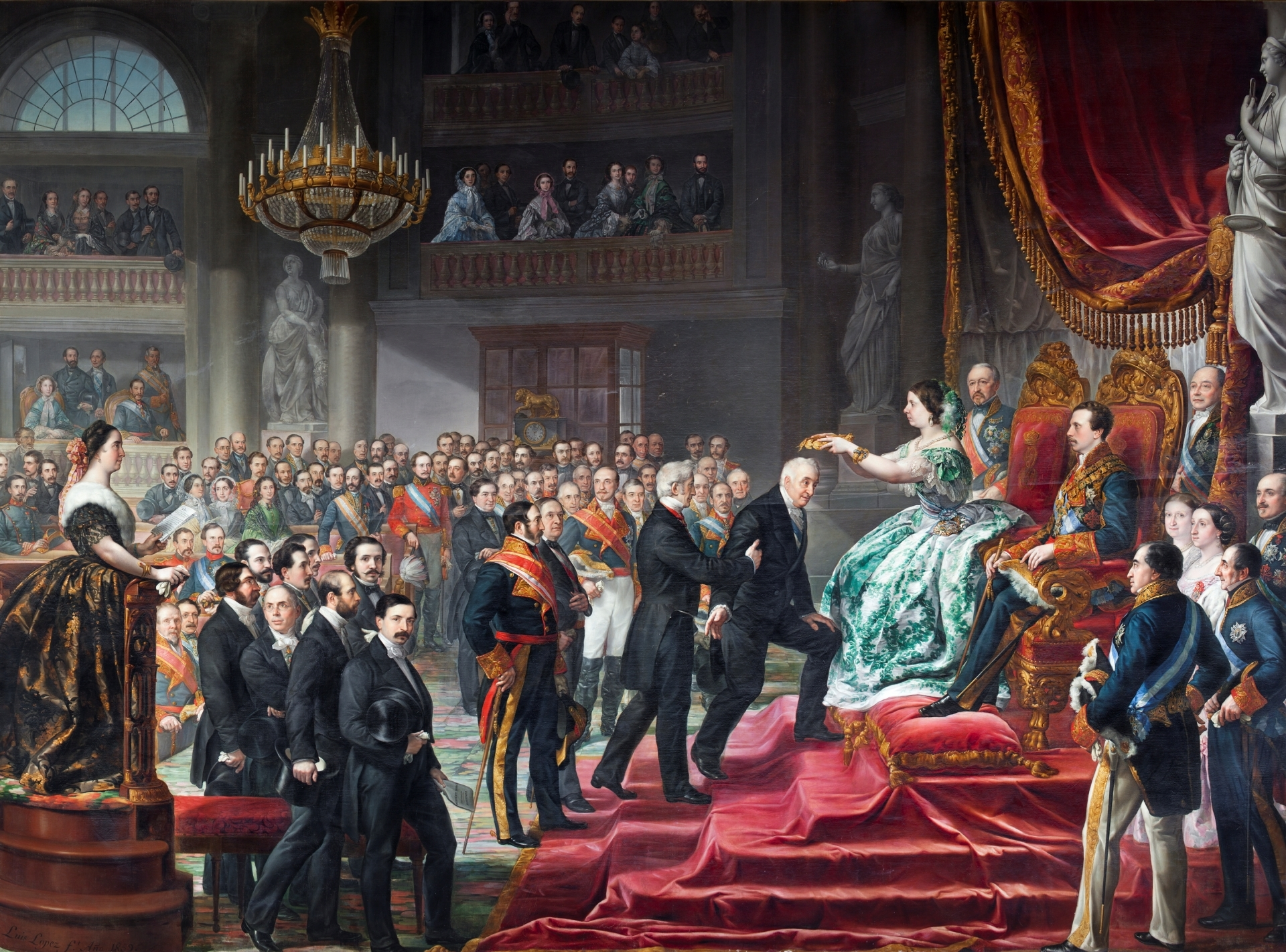
Coronación del poeta Quintana, por Luis López Piquer, 1859.

## Finales delsigloXIXy comienzos delXX

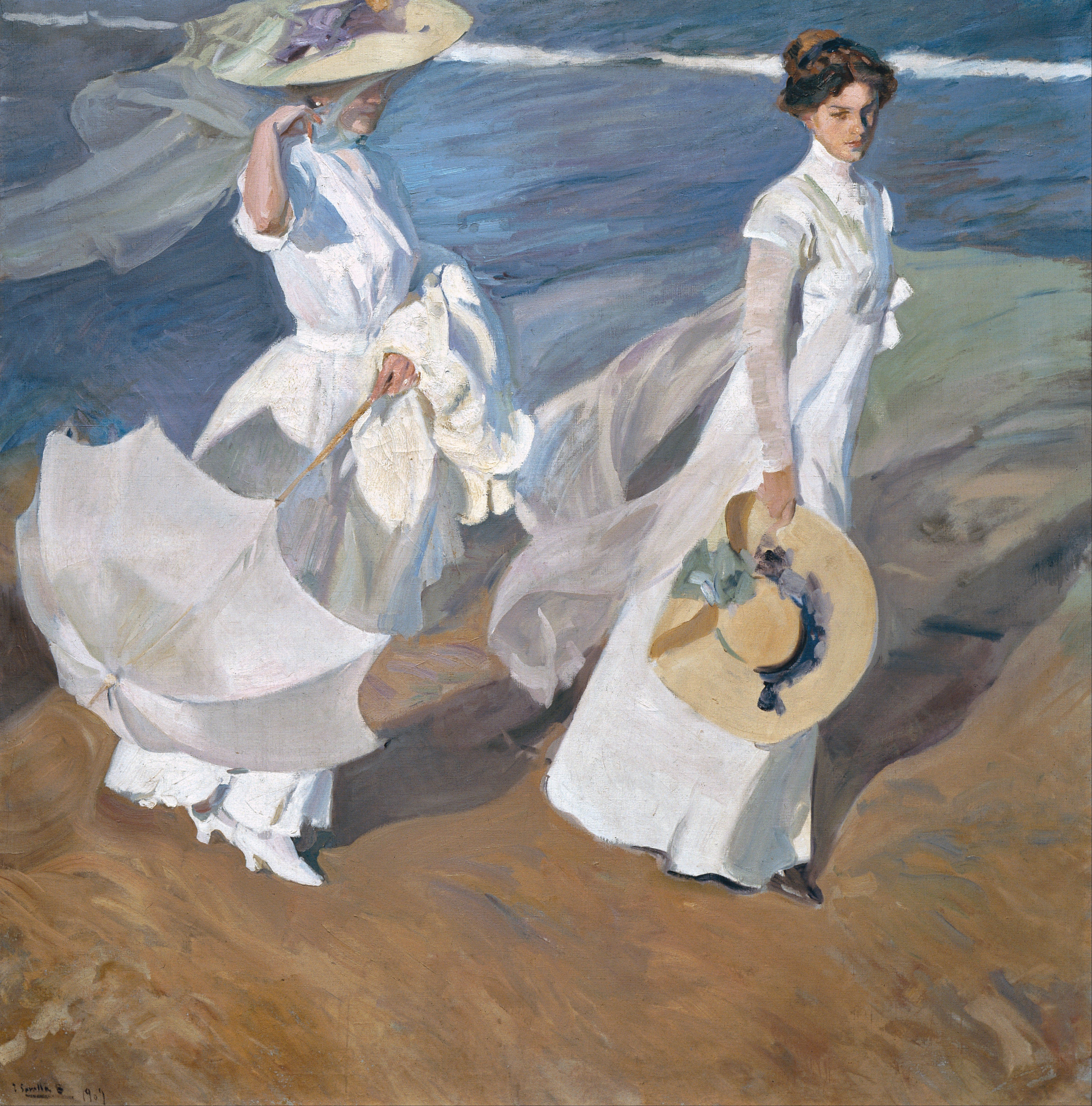
Paseando a orillas del mar, de Joaquín Sorolla, 1909.

Tras la generación de pintores valencianos de la segunda mitad del siglo XIX, entre los que pueden destacarse a Bernardo Ferrándiz (1835-1885), Joaquín Agrasot (1836-1919), Antonio Muñoz Degrain (1840-1924), Antonio Cortina Farinós (1841-1890) o Ignacio Pinazo (1849-1916); se dio la de los coetáneos de Joaquín Sorolla (1863-1923): Antonio Fillol (1870-1930), José Mongrell (1870-1937) o Manuel Benedito (1875-1963). 
 Otros pintores valencianos de la época son Francisco Domingo Marqués (1842-1920), Gonzalo Salvá (1845-1923), Vicente Nicolau Cotanda (1852-1898), José Benlliure (1855-1937), Vicente March (1859-1927), Cecilio Pla (1859-1934), Salvador Abril (1862-1924), Julio Peris Brell (1866-1944), José Navarro Llorens (1867-1923), Genaro Palau (1868-1933), Leopoldo García Ramón (1876-1958), Ricardo Verde Rubio (1876-1954), José Segrelles (1885-1969), etc.

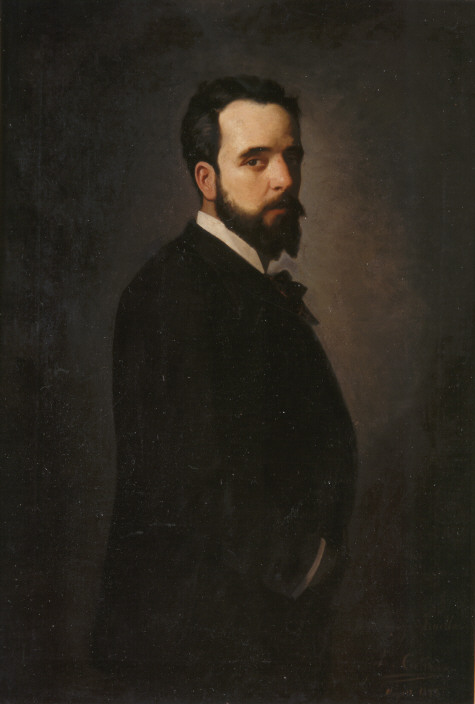
Retrato del maestro Penella, de Antonio Cortina, 1879.
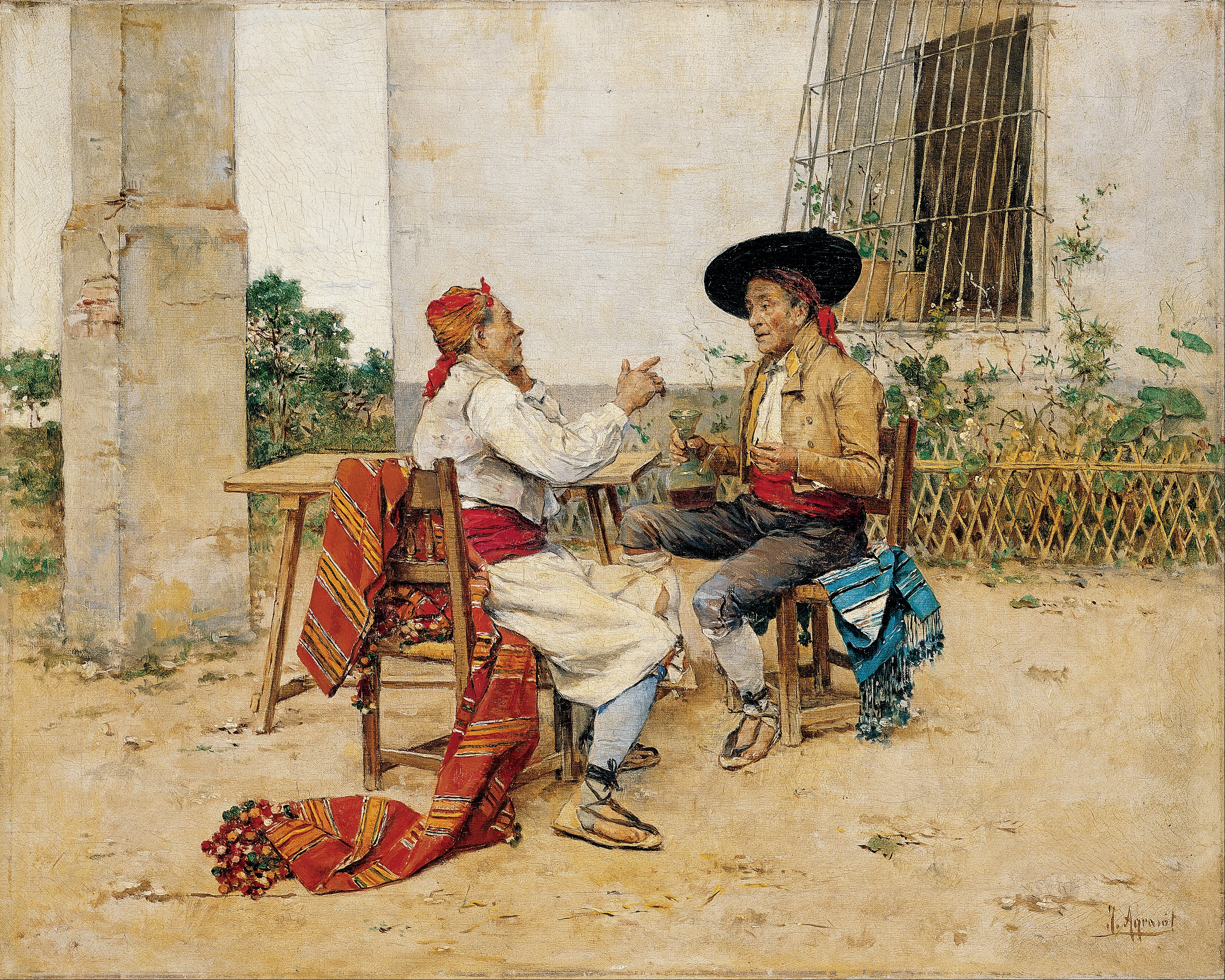
Dos huertanos bebiendo vino, de Joaquín Agrasot, 1880.
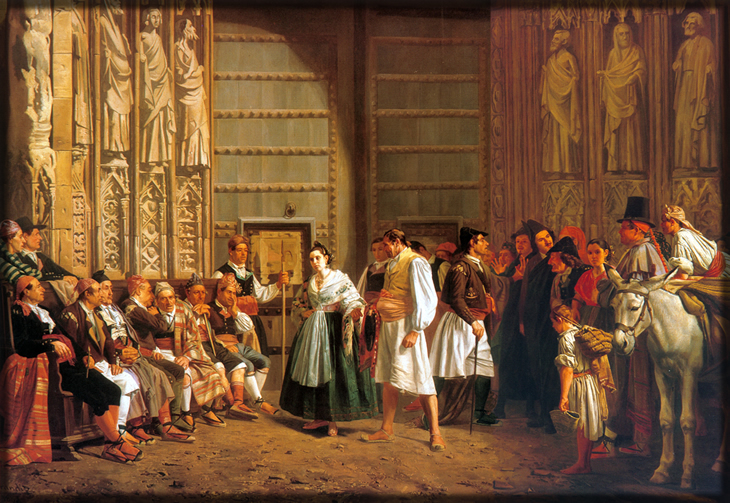
El tribunal de las aguas, de Bernardo Ferrándiz, 1885.
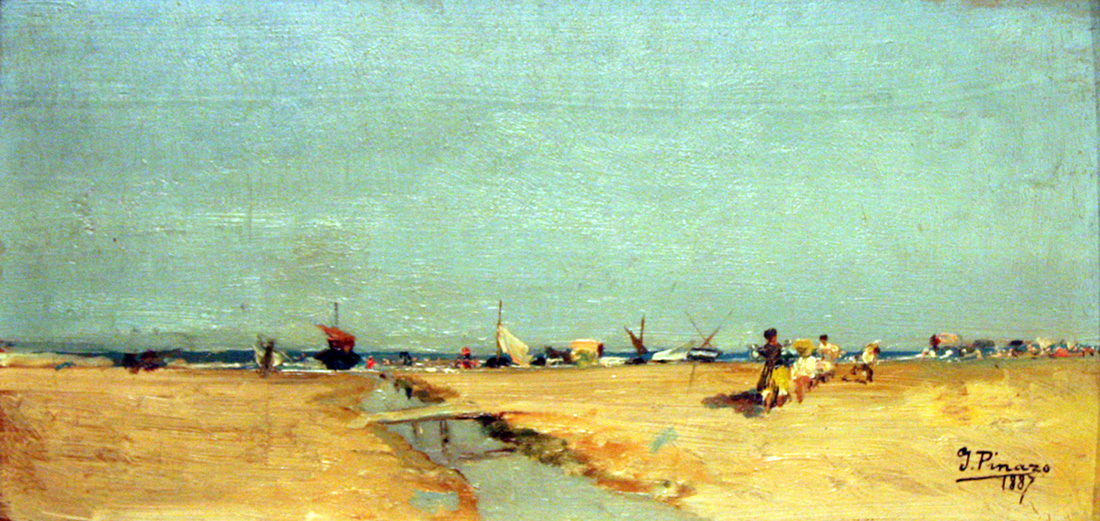
Playa de la Malvarrosa, de Ignacio Pinazo, 1887.
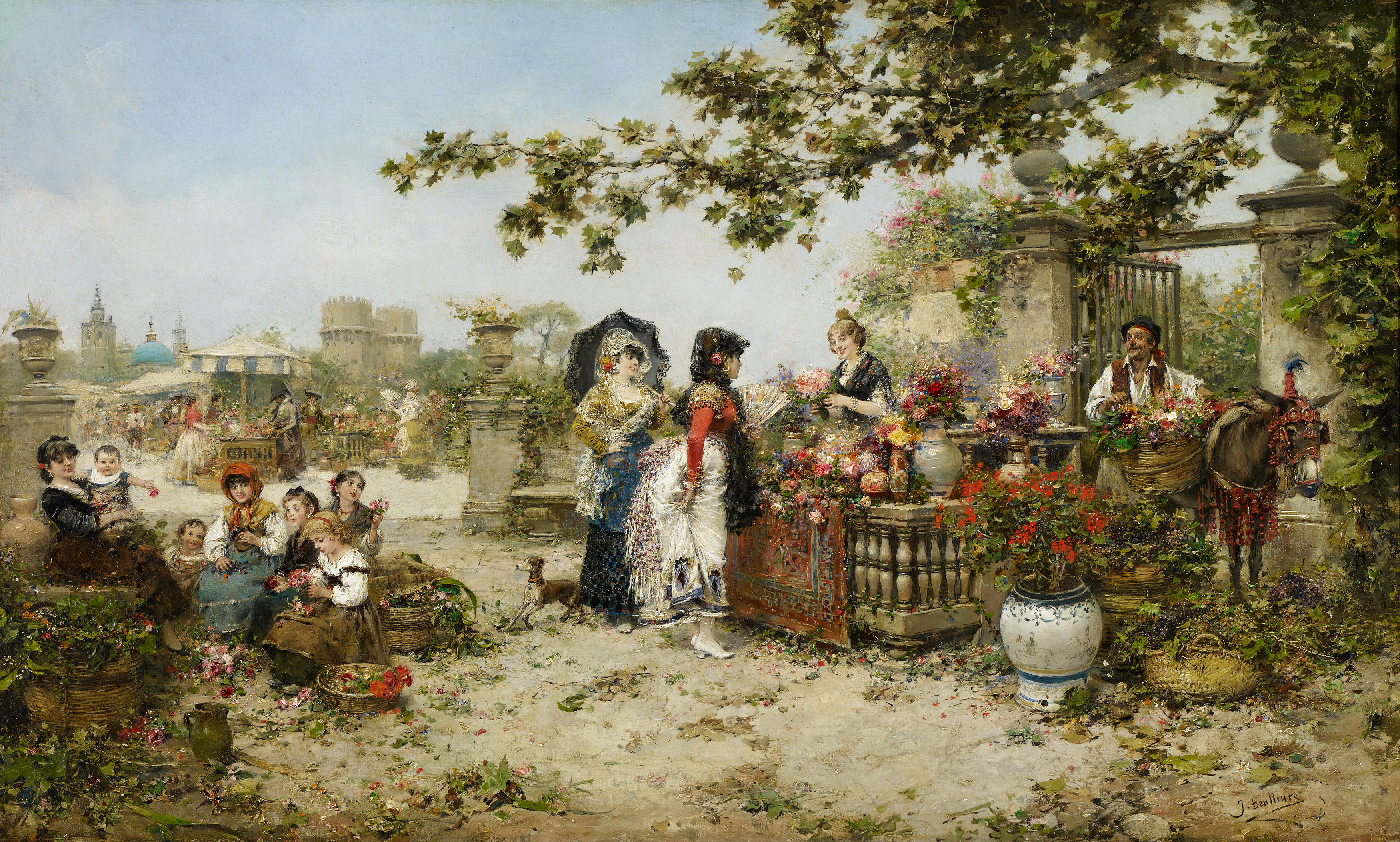
Mercado de flores, de José Benlliure, sin datar (probablemente del periodo 1879-1895).
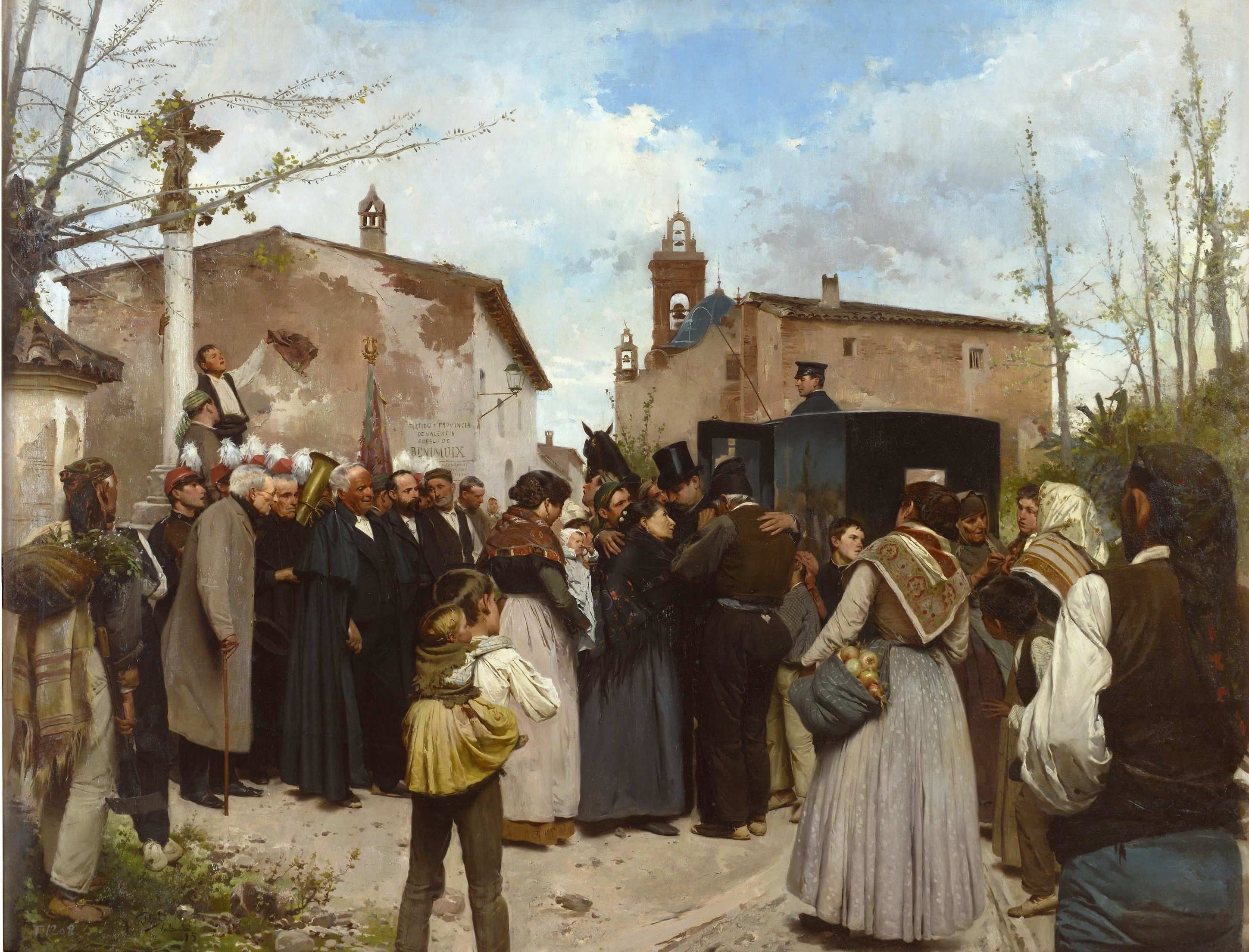
La gloria del pueblo, de Antonio Fillol, 1895.
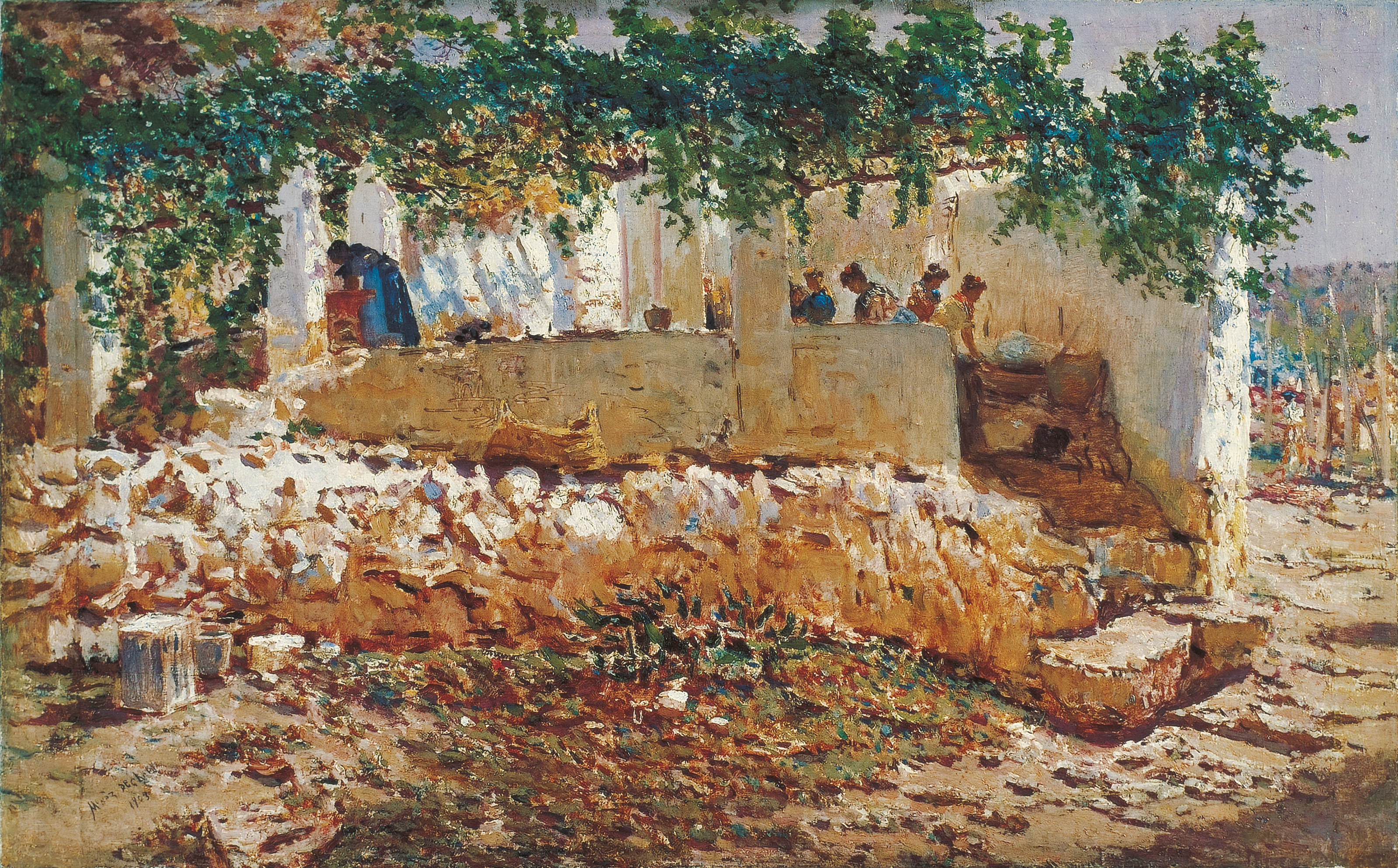
Lavanderas, de Antonio Muñoz Degrain, 1903.
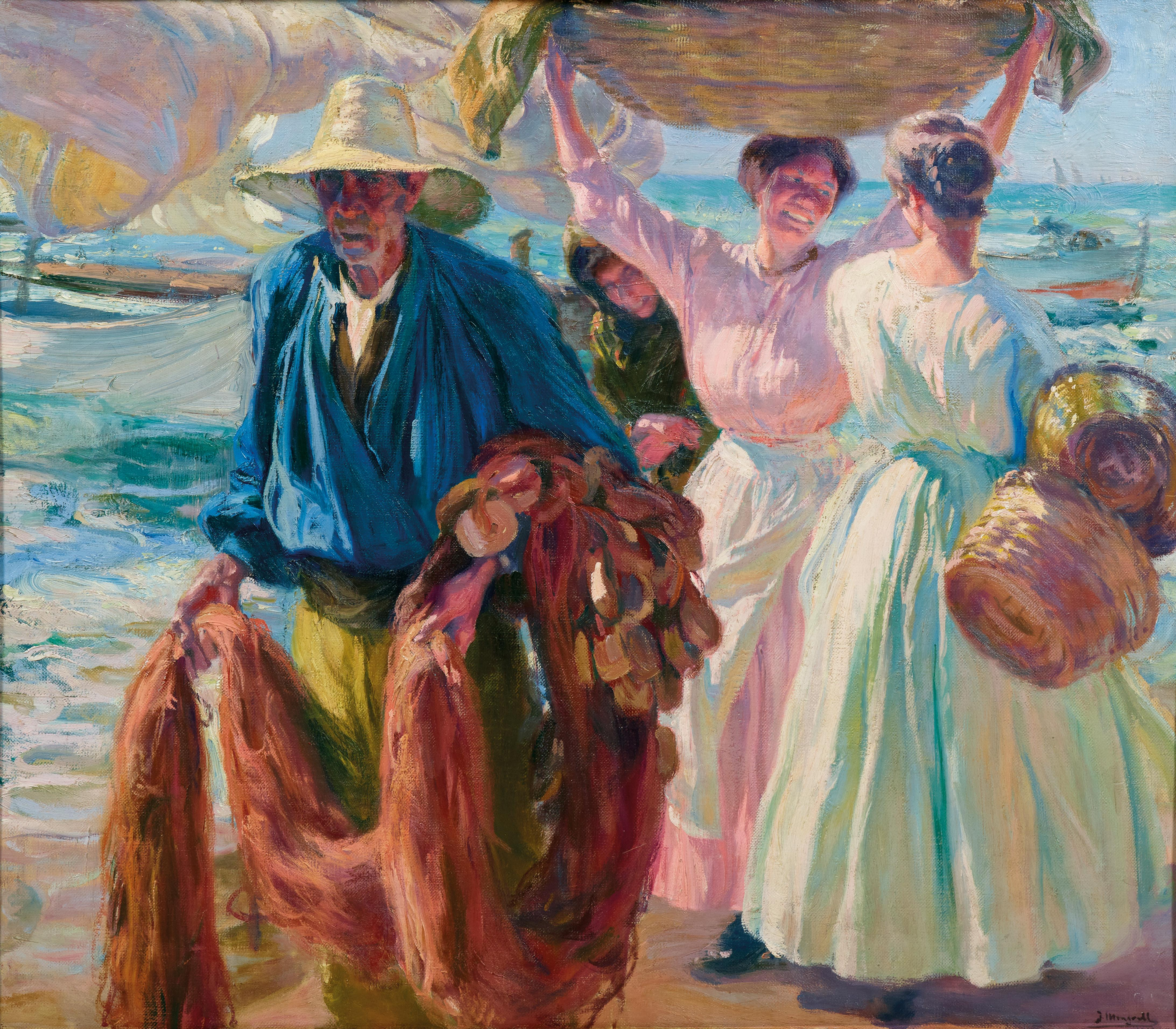
Regreso de la pesca, de José Mongrell, 1919.

## Mediados y finales delsigloXX
En la etapa final del franquismo se crearon varios grupos de artistas en Valencia caracterizados por su postura política de oposición: en 1964 el formado por Manuel Boix, Artur Heras y Rafael Armengol; el mismo año, Estampa Popular de Valencia y el Equipo Crónica (Manolo Valdés, Rafael Solbes y Juan Antonio Toledo); en 1966, el Equipo Realidad (Joan Cardells y Jorge Ballester); en 1968, Antes del Arte; en 1970, Ara; en 1972, Grupo Bulto y Escapulari-0. Ya en la transición, el Col·lectiu de Pintors del País Valencià (1976).
Entre los pintores valencianos contemporáneos, la Real Academia de Bellas Artes de San Carlos ha destacado a Francisco Lozano, Salvador Soria, Francisco Sebastián, Joaquín Michavila, Manuel Hernández Mompó, Nassio Bayarri, Enric Mestre, Antonio Alegre Cremades, Aurora Valero Cuenca, Francesc Jarque, José María Yturralde, Josep Renau, Genaro Lahuerta, Eustaquio Segrelles o Vicente Segrelles.

## Cómic
- Escuela Valenciana de historieta
- Nueva Escuela Valenciana (también de cómic)